# Emanuel Villa
Emanuel Villa (* 24. Februar 1982 in Casilda, Provinz Santa Fe), auch bekannt unter dem Spitznamen Tito, ist ein ehemaliger argentinischer Fußballspieler, welcher auf der Position des Stürmers spielte.

## Leben
Emanuel Villa begann seine Profikarriere 2001 beim CA Huracán, für den er unter anderem das Siegtor im Derby gegen San Lorenzo am 9. Dezember 2001 erzielte. Der 1:0-Erfolg war der bisher einzige Triumph von Huracán in San Lorenzos 1993 eröffneten Stadion Nuevo Gasómetro.
Nach zwei Jahren wurde Villa an Atlético de Rafaela verkauft, wo er in der Saison 2003/04 spielte. Nach dem Abstieg des Vereins aus der ersten Liga am Ende derselben Saison wechselte er zu Rosario Central, bei dem er bis 2006 unter Vertrag stand.
Für die Saison 2006/07 wechselte er zum mexikanischen Verein Atlas Guadalajara, bevor er in der Rückrunde derselben Saison zu dessen Lokalrivalen Tecos de la U.A.G. wechselte, für den er auch in der Apertura 2007 auf Torjagd ging.
Anfang 2008 wechselte er für die Summe von zwei Millionen Pfund in die englische Premier League zum Derby County FC, der jedoch zum Saisonende 2007/08 mit der mageren Bilanz von elf Punkten aus 38 Spielen in die zweite Liga abstieg. Nachdem Derby County auch die folgende Zweitligasaison 2008/09 nur auf dem 18. Rang beendet hatte und der mexikanische Erstligist Cruz Azul ein verlockendes Angebot unterbreitet hatte, kehrte Villa nach Mexiko zurück und wurde in der Apertura 2009 mit 17 Treffern Torschützenkönig der mexikanischen Primera División.

## Erfolge
- Torschützenkönig der mexikanischen Liga: Apertura 2009
- CONCACAF Champions League: 2013/2014
- Torschützenkönig der CONCACAF Champions League 2015/16